# Betula caerulea
Betula caerulea är en björkväxtart som beskrevs av William Henry Blanchard. Betula caerulea ingår i släktet björkar, och familjen björkväxter. Inga underarter finns listade.